# Spider-Man

Člověk v obleku Spider-Mana

Spider-Man je fiktivní postava komiksových příběhů vydávaných nakladatelstvím Marvel Comics. Poprvé se objevil v komiksu Amazing Fantasy #15 v roce 1962. Od března 1963 mu je věnován vlastní komiks The Amazing Spider-Man. Autory postavy a příběhu jsou tvůrci Stan Lee a Steve Ditko.
Jedná se o jeden z nejúspěšnějších a nejoblíbenějších komiksů. Příběh se roku 2010 dokonce dočkal muzikálového zpracování ve slavném divadle Broadway, pod názvem Spider-Man: Turn Off the Dark. Vedle toho postava získala řadu animovaných i hraných televizních seriálů a sérii filmů. Ve filmech byl ztvárněn již několika herci, kterými byli Tobey Maguire (trilogie z let 2002–2007), Andrew Garfield (dva filmy z let 2012–2014) a Tom Holland (zatím tři filmy v rámci Marvel Cinematic Universe).

## Vydání
Roku 1962 přinesl úspěch komiksu Fantastic Four vydavatelství Marvel Comics obrovskou slávu. Hlavní tvůrce Stan Lee tak musel brzy přijít s novým superhrdinou. Spider-Man byl vytvořen na míru mladým studentům, kteří tvořili hlavní cílovou skupinu. Při tvorbě kostýmu a příběhu Stan Lee využil nerealizovaný koncept hrdiny jménem „Silver Spider“ od tvůrců, kterými byli slavní Jack Kirby a Joe Simon. Dosud není zcela vyjasněno, kdo je pravým autorem. Původní koncept zahrnoval kouzelný prsten, kterým Spider-Man dokáže aktivovat svoje schopnosti. Steve Ditko koncept přepracoval a přišel s podobou postavy, kterou známe. Ditko oblékl Spider-mana do jeho klasického červeno-modrého kostýmu a vtiskl postavě základní charakteristické rysy.
Poté, co se roku 1962 komiks Amazing Fantasy #15, kde se Spider-Man poprvé objevil, stal jedním z nejprodávanějších čísel série, se vydavatel Martin Goodman rozhodl pro vytvoření vlastního komiksu. The Amazing Spider-Man byl poprvé vydán v březnu 1963. Od počátku se velmi dobře prodával a dodnes je nejprodávanější komiksovou sérií od Marvelu. Postava Spider-Mana se stala mezi studenty kultovní.
V červenci 1966 od projektu odešel Steve Ditko a nahradil ho John Romita, Sr. Na počátku sedmdesátých let 20. století byl komiks využit k státní anti-drogové kampani, kdy byl do příběhu, na požadavek tehdejší Nixonovy vlády, začleněn negativní vzkaz o používání drog. Od roku 1972 se začal objevovat i v týmovém komiksu Marvel Team-Up.
Původní série The Amazing Spider-Man byla ukončena číslem 441 roku 1998. Hned roku 1999 začala být vydávána druhá série, která roku 2003 svým 59. číslem dosáhla celkem 500. čísla. V prosinci roku 2010 historie komiksu The Amazing Spider-Man již tvořila 650 čísel. Roku 2011 začal být vydáván spin-off projektu Ultimate nazvaný Avenging Spider-Man, který začleňuje Spider-Mana do komiksových příběhů týmu Avengers.
Po relaunchi Marvel vesmíru roce 2012 byla v rámci Marvel NOW! hlavní sérií Superior Spider-Man (scénář Dan Slott), která vycházela dvakrát měsíčně a její prodej se v USA pohyboval kolem 80 000 ks na číslo. V roce 2014 byla ukončena a nahrazena sériemi The Amazing Spider-Man vol. 3 (scénář Dan Slott) a Miles Morales: The Ultimate Spider-Man (scénář Brian Michael Bendis).
Po novém relaunchi Marvel vesmíru v roce 2015 po událostech crossoveru Secret Wars, začaly být v rámci All-New, All-Different Marvel vydávány nové série: The Amazing Spider-Man vol. 4 (scénář Dan Slott), Spider-Man 2099 vol. 3 (scénář Peter David), Spider-Man vol. 2 (scénář Brian Michael Bendis), Spider-Man/Deadpool vol. 1 (scénář Joe Kelly) či Spidey vol. 1 (scénář Robbie Thompson). Další relaunch Fresh Start přinesl konec předchozích sérií a nové The Amazing Spider-Man vol. 5 (scénář Nick Spencer), Miles Morales: Spider-Man (scénář Saladin Ahmed) a Superior Spider-Man vol. 2 (scénář Christos Gage).

### Hlavní serie
- The Amazing Spider-Man, Vol. 1 #1–441 (1963 – 1998), Vol. 2 – #1–58, #500–700 (1999 – 2012), Vol. 3 – #1–28 (2014 – 2015), Vol. 4 #1–32 (2015 – 2017), Vol. 5 (2018 – …)
- The Spectacular Spider-Man, Vol.1 – (1976 – 1998) a Vol. 2 – (2003 – 2005)
- Web of Spider-Man, Vol. 1 – (1985 – 1995) a Vol. 2 – (2009 – 2010)
- Spider-Man, Vol. 1 – #1–98 (1990 – 1998) a Vol. 2 – #1–21 (2015 – 2017)
- Spider-Man Unlimited #1–22 – (1993 – 1998)
- The Sensational Spider-Man #0–33 – (1996 – 1998)
- Ultimate Spider-Man #1–133, vol. 2 #1–15, #150–160, Annual #1–3 – (2000 – 2011)
- Avenging Spider-Man #1–22 (2011 – 2013)
- The Superior Spider-Man #1–31 (2013 – 2014), Vol. 2 #1–12 (2019)
- Superior Spider-Man Team-Up #1–12 (2013 – 2014)
- Miles Morales: The Ultimate Spider-Man #1–12 (2014 – 2015)
- Miles Morales: Spider-Man (2018 – …)

### Spin-off a speciální edice
- The Spectacular Spider-Man – 2 černobílá čísla – (1968)
- Marvel Team-Up, Vol. 1 – (1972–1985) a Vol. 2 – (1997–1998)
- Giant-Size Spider-Man #1–6 (1974 – 1975)
- Spider-Man 2099, Vol. 1 #1–46 (1992 – 1996), Vol. 2 #1–12 (2014 – 2015), Vol. 3 #1–25 (2015 – 2017)
- Spider-Man Team-Up – (1995–1997)
- Untold Tales of Spider-Man #1–25 – (1995 – 1997)
- Spider-Man: Chapter One – (1998–1999)
- Webspinners: Tales of Spider-Man #1–18 (1999 – 2000)
- Spider-Man's Tangled Web #1–22 – (2001 – 2003)
- Spider-Man/Deadpool #1–50 (2015 – 2019)
- Spidey #1–12 (2015 – 2017)

### Prodej v USA
Tabulka udává počet prodaných kusů prvního čísla dané série a následně prodej v lednu daného roku.
| Série                                                                              | 1997   | 1999   | 2000   | 2003    | 2006   | 2009   | 2010   | 2011    | 2012   | 2013    | 2014    |
| ---------------------------------------------------------------------------------- | ------ | ------ | ------ | ------- | ------ | ------ | ------ | ------- | ------ | ------- | ------- |
| The Amazing Spider-Man                                                             | 79 143 | 83 891 | 56 413 | 97 033  | 95 383 | 63 735 | 76 730 | 56 749  | 57 186 | –       | 532 586 |
| The Spectacular Spider-Man                                                         | 69 482 | –      | –      | 74 957  | –      | –      | –      | –       | –      | –       | –       |
| Spider-Man                                                                         | 74 067 | –      | –      | –       | –      | –      | –      | –       | –      | –       | –       |
| The Sensational Spider-Man                                                         | 66 807 | –      | –      | –       | –      | –      | –      | –       | –      | –       | –       |
| Ultimate Spider-Man (r. 2000–2011) Miles Morales: Ultimate Spider-Man (od r. 2014) | –      | –      | 47 080 | 101 082 | 71 911 | 49 622 | 43 622 | 33 481  | –      | –       | 45 864  |
| Avenging Spider-Man                                                                | –      | –      | –      | –       | –      | –      | –      | 112 153 | 52 371 | 29 032  | –       |
| The Superior Spider-Man                                                            | –      | –      | –      | –       | –      | –      | –      | –       | –      | 188 182 | 77 311  |

## Fiktivní biografie postavy

### Peter Parker

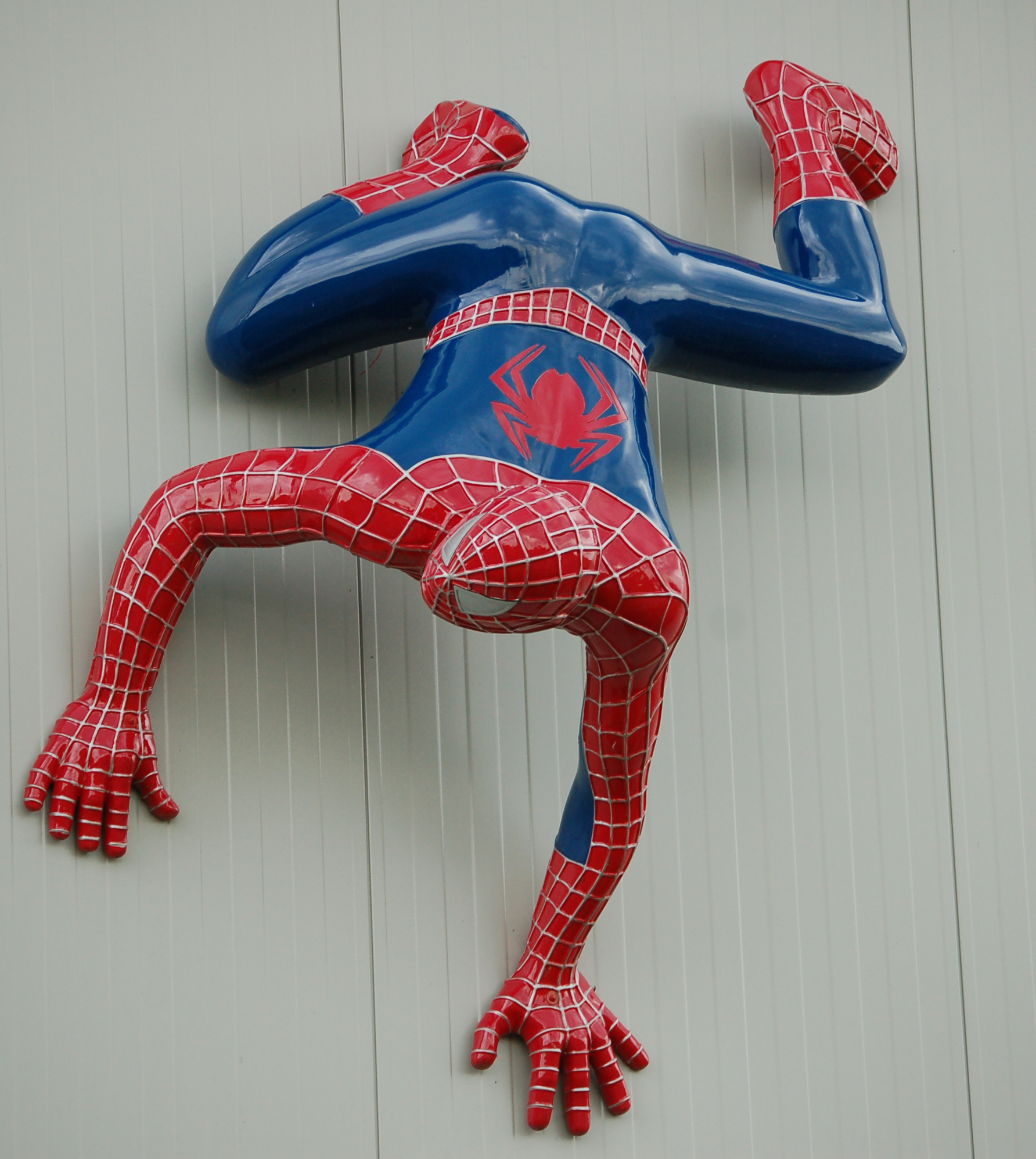
Socha Spider-mana v německém městě Tornesch.

Pod maskou Spider-Mana se skrývá Peter Parker, vědecky nadaný, původně středoškolský, student z Queensu. Peter je sirotkem, který vyrůstal u strýce Bena a tety May. V původních příbězích byl kousnut radioaktivním pavoukem, který mu tím přivodil zisk zvláštních schopností – nadlidská síla, pavoučí instinkt, schopnost přilnavě lézt po různých površích. Díky svému nadání a nadšení pro vědu si vyrobil zařízení na vystřelování pevné látky připomínající pavučinu. Zprvu si vytvořil kostým, aby v televizních zábavních pořadech mohl profitovat ze svých schopností. Brzy se mu naskytla možnost zastavit lupiče, kterého ovšem nechal z vlastní ignorance utéct. Později téhož zločince přesto chytil, přičemž ten bohužel mezitím okradl a zavraždil Peterova strýce Bena. Těžká životní lekce ho pod známým mottem „s velkou mocí přichází i velká odpovědnost“ přivedla k boji proti zločinu.
I přes své schopnosti byl i nadále sužován problémy běžných lidí. Coby středoškolák nebyl schopen plně pomáhat své ovdovělé tetě platit účty, stejně jako čelit šikaně od středoškolské fotbalové hvězdy Flashe Thompsona. A později také častému křiku šéfa novin Jonaha Jamesona, ve kterých se uplatnil jako fotograf na volné noze.   
Po maturitě byl přijat na Empire State University, kde se jeho spolubydlícím a nejlepším přítelem stal Harry Osborn, syn vlivného podnikatele Normana Osborna, majitele koncernu Oscorp. Na univerzitě také poznal svou první osudovou lásku Gwen Stacy, dceru kapitána policie George Stacyho. V téže době ho tetička May představila sousedce, a další životní lásce, Mary Jane Watson. 
Coby Spider-Man tehdy čelil největšímu nepříteli, kterým byl Green Goblin. Jak se později ukázalo pod maskou Goblina byl zešílený Norman Osborn, což mělo vliv i na Harryho Osborna, který propadl drogám. Zničen těmito objevy odložil Peter na čas svůj kostým. Později se vrátil do boje proti zločinu, když se objevil další osudový rival Doctor Octopus. Během jedné bitvy mezi nimi byl náhodou zabit George Stacy (Amazing Spider-Man #90, 1970), což mělo pochopitelně velký vliv na Gwen a potažmo i Petera. Později (Amazing Spider-Man #121, 1973) Green Goblin shodil Gwen Stacy ze sloupu mostu. Gwen zemřela během pokusu Spider-Mana ji zachránit (škubnutí při zachycení pavučinou ve volném pádu jí zlomilo vaz). 
Nějaký čas po smrti Gwen se Peter zamiloval do Mary Jane Watson. Romantický vztah se vyvinul k požádání o ruku (Amazing Spider-Man #182, 1978), což ovšem Mary Jane odmítla. Brzy poté (Amazing Spider-Man #185, 1978) Peter úspěšně zakončil studia na univerzitě. Od té doby se vídal například s Debrou Whitman a coby Spider-Man si vypěstoval vztah k superhrdince Black Cat.
Mezi reálnými lety 1984 a 1988 nosil černý oblek s bílým znakem pavouka na hrudi. Nový oblek získal v crossoveru Secret Wars (1984). Změna vyvolala kontroverzi mezi fanoušky. Jelikož původ kostýmu byl mimozemský, tvůrci nakonec přišli s vysvětlením, že se jedná o symbionta Venoma, se kterým Spider-Man poté bojoval, aby se vrátil k tradičnímu červeno-modrému obleku.
Později (The Amazing Spider-Man #290, 1987) znovu požádal Mary Jane o ruku. Tentokrát přijala a v čísle The Amazing Spider-Man Annual #21 (1987) byla svatba. V devadesátých letech probíhal event zaměřený na klony. Peter byl přesvědčen, že Ben Reilly (Scarlet Spider) (klon Petera) je pravý Petera, zatímco Peter je klon. Avšak nakonec bylo dokázáno, že Peter není klon, zatímco Ben Reilly je klonem Petera. Do prokázání pravdy byl Spider-Manem právě Ben Reilly.
Po roce 2000 se Spider-Man stal členem týmu New Avengers a odhalil svou skrytou identitu veřejnosti. Došlo také k vylepšení jeho schopností. Nicméně ve story-arcu „One More Day“ došlo k rozdělení realit a návratu před tyto události. V komiksu The Amazing Spider-Man #700 (2012) provedl umírající Doctor Octopus pokus, během kterého přenesl svou mysl do těla Petera Parkera a stal se Spider-Manem (tyto příběhy byly vydávány ve vlastní sérii The Superior Spider-Man (2013–2014). V roce 2014 Peter opět získal nadvládu nad svým tělem, a to znamenalo i návrat série The Amazing Spider-Man, ve které se z dospělého Petera stal úspěšný podnikatel a majitel koncernu Parker Industries.

### Alternativní Spider-Man
Marvelovský mnohovesmír má mnoho alternativních a paralelních realit a vesmírů. Hlavní dějové linky se dějí na „domácí“ planetě Země-616. V komiksech se ovšem za celá desetiletí už mnohokrát protly dimenze a vesmíry a setkaly se tak spolu nejrůznější alternativní verze Spider-Mana. V komiksech se tak objevily například postavy: Spider-Girl (Mayday Parker ze Země-982) Spider-Girl (Anya Corazon ze Země-616), Spider-Man (Gerry Drew), Spider-Monkey, Spider-Ham (Peter Porker ze Země-8311), Spider-Man 1602 (Peter Parquagh ze Země-311), Spider-Man 2099 (Miguel O'Hara ze Země-928), Spider-Man 2211 (Max Borne), Spider-Man: India (Pavitr Prabhakar), Spider-Man Noir (Peter Parker ze Země-90214), Ultimate Spider-Man (Peter Parker ze Země*1610), Miles Morales (původně ze Země-1610), Spider-Woman (Jessica Drew (původně ze Země-1610), Spider-Punk (Hobart Brown ze Země-138), Spider-Gwen/Spider-Woman (Gwen Stacy ze Země-65). V roce 2014 se budování mnohovesmíru kolem Spider-Mana věnoval event „Spider-Verse“ a v roce 2018 „Spider-Geddon“. V roce 2018 byl také vydán animovaný film Spider-Man: Paralelní světy, který propojuje hned několik paralelních Spider-Manů.
Zvláště po roce 2012 si prominentní roli vysloužil Miles Morales, který nejdříve působil v sériích Ultimate Comics: Spider-Man a Miles Morales: Ultimate Spider-Man, které se odehrávaly v Ultimate vesmíru Marvelu, ale po roce 2015 a crossoveru Secret Wars se začlenil do hlavního univerza, kde působí i Peter Parker. Středoškolský student Miles Morales tak je mladickou obdobou Petera, který je již dospělým podnikatelem a majitelem Parker Industries. Miles disponuje vlastním oblekem s prvky černé barvy. Milese Moralese vymyslel autor Brian Michael Bendis, v myšlence diverzifikace Marvelu při relaunchi Marvel NOW! a All-New, All-Different Marvel.

## Postavy
Ve Spider-Manovi se patrně jako v jediném komiksu postupně objeví všechny postavičky, které kdy společnost Marvel stvořila. Jedná se o tzv. crossovery, mezi fanoušky komiksových postaviček velice oblíbené. V podstatě to znamená, že hlavní superhrdina, který již má svůj vlastní komiks a dostal se do povědomí fanoušků, se najednou objeví v boji bok po boku, nebo proti jinému kladnému, či zápornému superhrdinovi, který má také svůj komiks. Jako příklad lze uvést postavu Daredevil. Ten má také vlastní komiks a bojuje proti svému úhlavnímu nepříteli jménem Kingpin. Daredevil se posléze objeví v několika epizodách Spider-Mana, kdy bojují spolu proti Kingpinovi. V jiné sérii zase bojuje nejdříve proti a pak po boku party X-Men.

## Česká vydání
V České republice vydávají komiksové knihy Spider-Man nakladatelství Crew a Netopejr. Sešity vydávalo i Semic-Slovart.

### Sešitová edice Záhadný Spider-Man
- 1991–94 – Záhadný Spider-Man #1–34, (autoři: různí: The Amazing Spider-Man #2, #181–182, #210–239 a #249–268, 1978–85)

### Edice Comicsové legendy
- 2002 – Comicsové legendy 02 – Spider-Man – kniha 1, (autoři: Stan Lee a John Romita: The Amazing Spider-Man #50–58, 1967)
- 2002 – Comicsové legendy 04 – Spider-Man – kniha 2, (autoři: Stan Lee a John Romita: The Amazing Spider-Man #59–67, 1968)
- 2004 – Comicsové legendy 08 – Spider-Man – kniha 3, (autoři: Stan Lee a John Romita: The Amazing Spider-Man #68–75, 1969)
- 2005 – Comicsové legendy 11 – Spider-Man – kniha 4, (autoři: Stan Lee, John Romita a John Buscema: The Amazing Spider-Man #76–82, 1969–70)
- 2007 – Comicsové legendy 14 – Spider-Man – kniha 5, (autoři: Stan Lee, John Romita a John Buscema: The Amazing Spider-Man #83–89, 1970)
- 2009 – Comicsové legendy 18 – The Amazing Spider-man – kniha 6, (autoři: Stan Lee, John Romita a Gil Kane: The Amazing Spider-Man #90–98, 1970–71)
- 2014 – Comicsové legendy 23 – Spider-Man – kniha 7

### Crew edice
- 2003 – Spider-Man – Návrat – (druhé vydání 2011), (autoři: J. Michael Straczynski a John Romita Jr.: The Amazing Spider-Man, vol. 2 #30–35, 2001)
- 2005 – Spider-Man – Odhalení, (autoři: J. Michael Straczynski a John Romita Jr.: The Amazing Spider-Man vol. 2 #37–42, 2002)
- 2006 – Spider-Man – Dokud hvězdy nezhasnou, (autoři: J. Michael Straczynski a John Romita Jr.: The Amazing Spider-Man vol. 2 #43–48, 2002)
- 2008 – Spider-Man – Příčiny a následky, (autoři: J. Michael Straczynski a John Romita Jr.: The Amazing Spider-Man vol. 2 #49–54, 2003)
- 2010 – Spider-Man – Šťastné narozeniny, (autoři: J. Michael Straczynski, Fiona Avery a John Romita Jr.: The Amazing Spider-Man vol. 2 #55–58, 2003)
- 2011 – Spider-Man – Ezekielův návrat, (autoři: J. Michael Straczynski a Fiona Avery: The Amazing Spider-Man vol. 1 #501–508, 2004)
- 2012 – Spider-Man – Hříchy minulosti, (autoři: J. Michael Straczynski a Mike Deodato Jr.: The Amazing Spider-Man vol. 1 #509–514, 2004–05)

### Edice Legendy Marvelu
- 2006 – Spider-Man – Utrpení, (autor: Todd McFarlane: Spider-Man Vol. 1: Torment #1–5, 1990)
- 2009 – Spider-Man – Kravenův poslední lov, (autoři: J. M. DeMatteis a Mike Zeck: Kraven's Last Hunt (Web of Spider-Man #31–32, The Amazing Spider-Man #293–294 a Spectacular Spider-Man #131–132), 1987)

### Edice od Hachette Fascicoli
Vydáno v rámci projektu Ultimátní komiksový komplet:
- 2012 – UKK #21: Amazing Spider-man – Návrat
- 2013 – UKK #09: Amazing Spider-Man – Zrození Venoma, (autoři: David Micheline, Louise Simonson, Tom De Falco a Todd McFarlane, Ron Franz: The Amazing Spider-Man, vol. 1 #252, 256–259 a 300, 1988)
- 2013 – UKK #08: Amazing Spider-man – Kravenův poslední lov
- 2013 – UKK #33: Ultimate Spider-Man – Moc a odpovědnost, (autoři: Brian M. Bendis a Mark Bagley: Ultimate Spider-Man #1–7, 2000–01)
- 2014 – UKK #22: Spider-Man – Smutek (autoři: Jeph Loeb a Tim Sale: Spider-Man: Blue #1–6, 2002–03)
- 2014 – UKK #24: Amazing Spider-Man – Odhalení a Dokud hvězdy nezhasnou
- 2015 – UKK #63: Marvel Knights Spider-Man – Dolů mezi mrtvé, (autoři: Mark Millar a Terry Dodson: Marvel Knight Spider-Man (vol.1) #1–4, 2004)
- 2015 – UKK #64: Marvel Knights Spider-man – Jed, (autoři: Mark Millar a Terry Dodson: Marvel Knight Spider-Man (vol.1) #5–8, 2004–05)
- 2015 – UKK #72: Venom, (autoři: Rick Remender a Tony Moore: Venom (Vol. 2) #1–5, 2011)
- 2015 – UKK #85: Marvel: Počátky – 60. léta, (autoři: Stan Lee a Steve Ditko: Amazing Fantasy #15, 1962)
- 2016 – UKK #73: Ultimate Spider-Man – Smrt Spider-Mana, (autoři: Brian M. Bendis, David LaFuente a Mark Bagley: Ultimate Spider-Man #153–160, 2011)
- 2016 – UKK #90: Amazing Spider-Man – Konec Spider-Mana, (autoři: Stan Lee a John Romita Sr.: The Amazing Spider-Man (Vol. 1) #44–50, 1967)
- 2016 – UKK #118: Spider-Man: Marvel Team-Up, (autoři: Chris Claremont a John Byrne: Marvel Team-Up vol. 1 #59–70, 1977–78)
- 2016 – UKK #103: The Amazing Spider-Man: Smrt Stacyových, (autoři: Stan Lee, Gerry Conway, John Romita Sr. a Gil Kane: The Amazing Spider-Man (Vol. 1) #88–92 a #121–122, 1970 a 1973.
- 2017 – UKK #78: Ultimate Comics Spider-Man: Kdo je Miles Morales? (autoři: Brian M. Bendis a Sara Pichelli: Ultimate Comics Fallout #4 a Ultimate Comics Spider-Man #1–5, 2011–12)
- 2017 – UKK #80: Amazing Spider-Man: Pavoučí ostrov, část 1., (autoři: Dan Slott a Humberto Ramos: Amazing Spider-Man #666–669, Venom #6 a Spider-Man: Deadly Foes, 2011)
- 2017 – UKK #81: Amazing Spider-Man: Pavoučí ostrov, část 2., (autoři: Dan Slott a Humberto Ramos: Amazing Spider-Man #670–672 a Venom #7–8, 2011)

Vydáno v rámci projektu Nejmocnější hrdinové Marvelu:
- 2016 – Nejmocnější hrdinové Marvelu 002: Spider-Man, (autoři: J. Michael Straczynski a John Romita Jr.: Amazing Spider-Man (Vol. 2) #57–58 + (Vol. 1) #500–502; Stan Lee a John Romita: Amazing Spider-Man Annual #3, 1966; Stan Lee a Steve Ditko: Amazing Fantasy #15, 1962)
- 2019 – Nejmocnější hrdinové Marvelu 079: Miles Morales, Ultimátní Spider-Man, (autoři: Brian Michael Bendis a Sara Pichelli: Ultimate Comics Fallout #4, Ultimate Comics Spider-Man (Vol. 2) #1 a Spider-Men #1–5, 2012)
- 2019 – Nejmocnější hrdinové Marvelu 080: Ben Reilly, Scarlet Spider, (autoři: J.M. DeMatteis a Mike Zeck: Spider-Man: Redemption (Vol. 1) #1–4, 1996; Howard Mackie a John Romita Jr.: Peter Parker: Spider-Man #75, 1996; Gerry Conway a Ross Andru: Amazing Spider-Man (Vol. 1) #149, 1975)
- 2020 – Nejmocnější hrdinové Marvelu 097: Superior Spider-Man, (autoři: Dan Slott a Ryan Stegman: Superior Spider-Man (Vol. 1) #1, 2013; Christopher Yost, David Lopez, Marco Checchetto, Robert Rodi, Michael Del Mundo: Superior Spider-Man Team-Up (Vol. 1) #1–4, 2013; Christopher Yost, Erik Burnham, Pat Olliffe, In-Hyuk Lee a Paco Medina: Scarlet Spider (Vol. 2) #20, 2013)

Vydáno v rámci projektu Komiksový výběr Spider-Man:
- 2019 – Komiksový výběr Spider-Man #001: Úhel pohledu, (autor: Todd McFarlane: Spider-Man (Vol.1) #6–12, 1991)
- 2019 – Komiksový výběr Spider-Man #002: Klonová sága, (autoř: Gerry Conway a Ross Andru: The Amazing Spider-Man (Vol. 1) #129, 1974; Gerry Conway, Ross Andru, Archie Goodwin a Gil Kane: The Amazing Spider-Man (Vol. 1) #143–150, 1975)
- 2019 – Komiksový výběr Spider-Man #003: Zlo v lidských srdcích, (autoři: Kevin Smith a Terry Dodson: Spider-Man and the Black Cat #1–6, 2002 a 2006)
- 2019 – Komiksový výběr Spider-Man #004: Zvířecí instinkt, (autoři: Roberto Aguirre-Sacasa, Clayton Crain a Angel Medina: The Sensational Spider-Man (Vol. 2) #23–27, 2006)
- 2019 – Komiksový výběr Spider-Man #005: Utrpení, (autor: Todd McFarlane: Spider-Man (Vol. 1) #1–5, 1990 a Spider-Man (Vol. 1) #13–14, 1991)
- 2019 – Komiksový výběr Spider-Man #006: Smrt Jean DeWolffové, (autor: Peter David a Rich Buckle: Peter Parker, The Spectacular Spider-Man (Vol. 1) #107–110, 1985–86; Peter David a Sal Buscema: Peter Parker, The Spectacular Spider-Man (Vol. 1) #134–136, 1988)
- 2019 – Komiksový výběr Spider-Man #007: S velkou mocí…, (autoři: David Lapham a Tony Harris: Spider-Man: With Great Power… #1–5, 2008)
- 2019 – Komiksový výběr Spider-Man #008: Mutantský faktor, (autoři: Erik Larsen: Spider-Man (Vol.1) #15; Todd McFarlane: Spider-Man (Vol.1) #16; Ann Nocenti a Rick Leonardi: Spider-Man (Vol.1) #17; Fabian Nicieza a Rob Liefeld: X-Force (Vol. 1) #4; Erik Larsen: Marvel Comics Presents (Vol. 1) #48–50; 1990–91)
- 2020 – Komiksový výběr Spider-Man #009: Padlé město, (autor: Kaare Kyle Andrews: Spider-Man: Reign #1–4, 2007)
- 2020 – Komiksový výběr Spider-Man #010: Pavučina, (autoři: Garth Ennis a John McCrea: Spider-Man's Tangled Web (Vol. 1) #1–3, 2001; Ron Zimmerman a Sean Phillips: Spider-Man's Tangled Web (Vol. 1) #13, 2002; Brian Azzarello, Scott Levy a Giuseppe Camuncoli: Spider-Man's Tangled Web (Vol. 1) #14, 2002; Paul Pope: Spider-Man's Tangled Web (Vol. 1) #15, 2002)
- 2020 – Komiksový výběr Spider-Man #011: Pomsta Sinister six, (autoři: Erik Larsen, Terry Kavanagh a Scott McDaniel: Spider-Man (Vol.1) #18–23, 1992)
- 2020 – Komiksový výběr Spider-Man #012: Svatba, (autoři: David Michelinie, John Romita Jr. a Alex Saviuk: The Amazing Spider-Man (Vol. 1) #290–292, 1987; David Michelinie, James Shooter a Paul Ryan: The Amazing Spider-Man (Vol. 1) Annual #21, 1987; Gerry Conway a Alex Saviuk: Amazing Spider-Man: Parallel Lives #1, 2012)
- 2020 – Komiksový výběr Spider-Man #013: Noir, (autoři: David Hine, Fabrice Sapolsky a Carmine Di Giandomenico: Spider-Man Noir (Vol. 1) #1–4, 2008–09; Spider-Man Noir: Eyes Without A Face #1–4, 2009–10)
- 2020 – Komiksový výběr Spider-Man #014: Dolů mezi mrtvé, (autoři: Mark Millar, Terry Dodson a Frank Cho: Marvel Knight Spider-Man (Vol.1) #1–6, 2004)
- 2020 – Komiksový výběr Spider-Man #015: Počátek, (autoři: Stan Lee a Steve Ditko: Amazing Fantasy #15, 1962; Amazing Spider-Man (Vol. 1) #1–6 a Amazing Spider-Man Special #1, 1963)
- 2020 – Komiksový výběr Spider-Man #016: V kůži vetřelce, (autoři: Tom DeFalco, Roger Stern, Ron Frenz a Rick Leonardi: Amazing Spider-Man (Vol. 1) #252–259, 1984)
- 2020 – Komiksový výběr Spider-Man #017: Zrození Venoma, (autoři: David Michelinie a Todd McFarlane: Amazing Spider-Man #298–302, 1988; Louise Simonson a Greg LaRocque: Web of Spider-Man #1, 1985)
- 2020 – Komiksový výběr Spider-Man #018: Poslední vzdor, (autoři: Mark Millar, Terry Dodson a Frank Cho: Marvel Knight Spider-Man (Vol.1) #7–12, 2004–05)
- 2020 – Komiksový výběr Spider-Man #019: Ten druhý, 1. část, (autoři: Peter David, Reginald Hudlin a Mike Wieringo: Friendly Neighborhood Spider-Man #1–2, 2005; Peter David, Reginald Hudlin a Pat Lee: Marvel Knights: Spider-Man #19–20, 2005–06; Peter David, Reginald Hudlin a Mike Deodato Jr.: Amazing Spider-Man #525–526, 2005)
- 2020 – Komiksový výběr Spider-Man #020: Ten druhý, 2. část, (autoři: J. Michael Straczynski, Peter David a Mike Wieringo: Friendly Neighborhood Spider-Man #3–4, 2006; J. Michael Straczynski, Reginald Hudlin a Pat Lee: Marvel Knights: Spider-Man #21–22, 2006; J. Michael Straczynski a Mike Deodato Jr.: Amazing Spider-Man #527–528, 2005–06)
- 2020 – Komiksový výběr Spider-Man #021: Černé kočky nosí smůlu, (autoři: Marv Wolfman, Sal Buscema, Al Milgrom a Keith Pollard: Amazing Spider-Man #194–200, 1979)
- 2020 – Komiksový výběr Spider-Man #022: Štvanice, (autoři: Tom DeFalco a John Romita Jr.: Amazing Spider-Man (Vol. 1) #432, Howard Mackie a John Romita Jr: Spider-Man (Vol. 1) #88–89, Todd DeZago a Joe Bennett: Sensational Spider-Man (Vol. 1) #25, Tom DeFalco, J.M. DeMatteis a Luke Ross: The Spectacular Spider-Man (Vol. 1) #254–255, 1998)
- 2020 – Komiksový výběr Spider-Man #023: Zpátky v černé, (autoři: J. Michael Straczynski a Ron Garney: Amazing Spider-Man (Vol. 1) #539–543; Roberto Aguirre-Sacasa, Rick Hoberg, Clayton Crain a Lee Weeks: Sensational Spider-Man (vol. 2) # 38–40, 2007)
- 2020 – Komiksový výběr Spider-Man #024: Únos Mary Jane, (autoři: David Michelinie a Todd McFarlane: Amazing Spider-Man (vol. 1) #303–309, 1988)
- 2020 – Komiksový výběr Spider-Man #025: Jen o den víc, (autoři: J. Michael Straczynski a Joe Quesada: Amazing Spider-Man (Vol. 1) #544–545, Friendly Neighborhood Spider-Man (Vol. 1) #24 a Sensational Spider-Man (Vol. 2) #41, vše 2007; Kurt Busiek a Pat Olliffe: Untold Tales of Spider-Man #16, 1996; a Stan Lee a John Romita: Amazing Spider-Man (Vol. 1) #42–43, 1966)
- 2020 – Komiksový výběr Spider-Man #026: Nezastavitelný Juggernaut, (autoři: Roger Stern, John Romita Jr., Jan Strnad a Rick Leonardi: Amazing Spider-Man (Vol. 1) #224–230, 1982)
- 2020 – Komiksový výběr Spider-Man #027: Svítá nový den, (autoři: Dan Slott, Steve McNiven, Bob Gale, Marc Guggenheim, Zeb Wells, Phil Winslade, Greg Land, Mike Deodato Jr. a Salvador Larroca: Amazing Spider-Man (Vol. 1) #546–551, 2008; a Dan Slott a Phil Jimenez: Free Comic Book Day 2007: Amazing Spider-Man, 2007)
- 2020 – Komiksový výběr Spider-Man #028: Inferno, (autoři: David Michelinie a Todd McFarlane: Amazing Spider-Man (Vol. 1) #310–314; Gerry Conway a Sal Buscema: Peter Parker, Spider-Man (Vol. 1) #146 a Gerry Conway a Alex Saviuk: Web of Spider-Man (Vol. 1) #47, 1988–89).
- 2020 – Komiksový výběr Spider-Man #029: Totální šílenství!, (autoři: Bob Gale, Phil Jimenez a Barry Kitson, Zeb Wells a Chris Bachalo: Amazing Spider-Man (Vol. 1) #552–558, 2008).
- 2020 – Komiksový výběr Spider-Man #030: Stéla předků, (autoři: Stan Lee, John Romita Sr., Jim Mooney, John Buscema: Amazing Spider-Man (Vol. 1) #68–77, 1969).
- 2020 – Komiksový výběr Spider-Man #031: Smrt a osud, (autoři: Lee Weeks: Spider-Man: Death and Destiny #1–3, 2000; Bruce Jones a Lee Weeks: Spider-Man's Tangled Web #7–9, 2001–02)
- 2020 – Komiksový výběr Spider-Man #032: Venomův návrat, (autoři: David Michelinie a Todd McFarlane: Amazing Spider-Man (Vol. 1) #315–319 a Gerry Conway, David Michelinie a Rob Liefeld: Amazing Spider-Man Annual #23, vše 1989.
- 2020 – Komiksový výběr Spider-Man #033: Petr Parker, Paparazzi, (autoři: Dan Slott a Marcos Martin: Amazing Spider-Man (Vol. 1) #559–561, Bob Gale a Mike McKone: Amazing Spider-Man (Vol. 1) #562–563, 2008.
- 2020 – Komiksový výběr Spider-Man #034: Tarantulovo znamení, (autoři: Roger Stern a John Romita Jr.: The Amazing Spider-Man #231–236, 1982–83)
- 2021 – Komiksový výběr Spider-Man #035: Kravenův poslední lov, (autoři: J.M. DeMatteis a Mike Zeck: Web of Spider-Man (Vol. 1) #31–32, Amazing Spider-Man (Vol. 1) #293–294, Peter Parker, The Spectacular Spider-Man (Vol. 1) #131-132, vše 1987; a Amazing Spider-Man: Soul of the Hunter, 1992).
- 2021 – Komiksový výběr Spider-Man #036: Kravenův první lov, (autoři: Marc Guggenheim, Bob Gale, Dan Slott, Paulo Siqueira a Phil Jimenez: Amazing Spider-Man (Vol. 1) #564–567; Marc Guggenheim a Mike McKone: Amazing Spider-Man Annual #35; Zeb Wells a Pat Olliffe: Spider-Man: Brand New Day – Extra! #1, vše 2008).
- 2021 – Komiksový výběr Spider-Man #037: Atentát, (autoři: David Michelinie, Todd McFarlane a Erik Larsen: Amazing Spider-Man (Vol. 1) #320–325, 1989; Glenn Herdling a Todd McFarlane: část z Spectacular Spider-Man (Vol. 1) Annual #10, 1990).
- 2021 – Komiksový výběr Spider-Man #038: Smrt na sto způsobů, (autoři: Dan Slott, Mark Waid, Adi Granov a John Romita Jr.: Amazing Spider-Man (Vol. 1) #568–573, 2008).
- 2021 – Komiksový výběr Spider-Man #039: Nebojsové, (autoři: Paul Jenkins a Phil Winslade: Daredevil/Spider-Man (Vol. 1) #1–4, 2001; Brett Matthews a Vatche Mavlian: Spider-Man/Daredevil (Vol. 1) #1, 2002; Greg Rucka a Eduardo Risso: Spider-Man's Tangled Web #4, 2001).

### Ultimate příběhy
Vydáváno společně s příběhy Ultimate Fantastic Four a Ultimate X-Men. Autoři Brian M. Bendis, Mark Bagley a Mark Millar.
- 2012 – Ultimate Spider-Man a spol. 1–4: Moc a odpovědnost 1. až 7. část
- 2012–13 – Ultimate Spider-Man a spol. 5–7: Nikdo učený… 1. až 6. část
- 2013 – Ultimate Spider-Man a spol. 8–11: Dvojitá porce 1. až 8. část
- 2013–14 – Ultimate Spider-Man a spol. 12–15: Návrat Goblina 1. až 6. část
- 2014 – Ultimate Spider-Man a spol. 15–18: Veřejný nepřítel 1. až 5. část

- 2016 – Ultimate Spider-Man: Venom

### Další vydání
- 2017 – Amazing Spider-Man: Rodinný podnik (autoři: Mark Waid, James Robinson, Gabriele Dell'Otto, Werther Dell'Edera: Amazing Spider-Man: Family Business, 2014)

- Petr Parker: Spectacular Spider-Man (Vol. 1):
  - 2019 – Petr Parker: Spectacular Spider-Man 1: Do soumraku, (autoři: Chip Zdarsky, Adam Kubert a Michael Walsh: Peter Parker: The Spectacular Spider-Man #1–6, 2017)
  - 2020 – Petr Parker: Spectacular Spider-Man 2: Hledaný, (autoři: Chip Zdarsky, Adam Kubert a Juan Frigeri: Peter Parker: The Spectacular Spider-Man #297–300, 2017–18)
  - 2020 – Petr Parker: Spectacular Spider-Man 3: Návrat do minulosti, (autoři: Chip Zdarsky a Joe Quinones: Peter Parker: The Spectacular Spider-Man #301–303 a Chip Zdarsky a Michael Allred, Mike Drucker a Chris Bachalo: Peter Parker: The Spectacular Spider-Man Annual #1, 2018)
  - 2021 – Petr Parker: Spectacular Spider-Man 4: Návrat domů, (autoři: Chip Zdarsky, Adam Kubert, Juan Frigeri a Chris Bachalo: Peter Parker: The Spectacular Spider-Man #304–310, 2018)

- The Amazing Spider-Man (Vol. 5):
  - 2021 – Amazing Spider-Man 1: Návrat ke kořenům, (autoři: Nick Spencer, Laura DePuy Martin, Ryan Ottley a Humberto Ramos: The Amazing Spider-Man (Vol. 5) #1–5, 2018)
  - 2022 – Amazing Spider-Man 2: Přátelé a protivníci, (autoři: Nick Spencer, Michele Bandini, Steve Lieber a Humberto Ramos: The Amazing Spider-Man (Vol. 5) #6–10, 2018)
  - 2022 – Amazing Spider-Man 3: Životní zásluhy, (autoři: Nick Spencer, Chris Bachalo a Ryan Ottley: The Amazing Spider-Man (Vol. 5) #11–15, 2018–19)
  - 2023 – Amazing Spider-Man 4: Štvanice, díl první, (autoři: Nick Spencer, Alberto Jiménez Alburquerque, Iban Coello, Ken Lashley, Ryan Ottley, Humberto Ramos, Gerardo Sandoval: The Amazing Spider-Man (Vol. 5) #16, #16.HU, #17–18, #18.HU a #19, 2019)
  - 2023 – Amazing Spider-Man 5: Štvanice, díl druhý, (autoři: Nick Spencer, Chris Bachalo, Tyler Crook, Cory Smith, Ryan Ottley, Humberto Ramos, Gerardo Sandoval: The Amazing Spider-Man (Vol. 5) #19.HU, #20, #20.HU a #21–23, 2019)
  - 2024 – Amazing Spider-Man 6: V zákulisí, (autoři: Nick Spencer, Keaton Patti, Zeb Wells, Patrick Gleason, Dan Hipp, Todd Nauck, Ryan Ottley, Humberto Ramos a Kevin Walker: The Amazing Spider-Man (Vol. 5) #24–28, 2019)
  - 2024 – Amazing Spider-Man 7: Absolutní masakr, (autoři: Nick Spencer, Francesco Manna a Ryan Ottley: The Amazing Spider-Man (Vol. 5) #29–31; Rob Fee a Pete Woods: Red Goblin: Read Death #1, 2019)

- Spider-Man/Deadpool Vol. 1 (All-New, All-Different Marvel):
  - 2018 – Spider-Man/Deadpool 1: Parťácká romance, (autoři: Joe Kelly a Ed McGuinness: Spider-Man/Deadpool Vol. 1 #1–5 a 8, 2016)
  - 2018 – Spider-Man/Deadpool 2: Bokovky, (autoři: Scott Aukerman, Reilly Brown, Gerry Duggan, Scott Koblish, Penn Jillette, Nick Giovannetti, Paul Scheer, Todd Nauck: Spider-Man/Deadpool Vol. 1 #6–7, #11–12 a #1.MU, 2016).
  - 2019 – Spider-Man/Deadpool 3: Pavučinka, (autoři: Joe Kelly, Ed McGuinness Spider-Man/Deadpool Vol. 1 #8–9, #13–14, #17–18, 2016–17)
  - 2019 – Spider-Man/Deadpool 4: Žádná sranda, (autoři: Joshua Corin, Will Robson, Elliott Kalan a Todd Nauck: Spider-Man/Deadpool Vol. 1 #19–22, 2017)
  - 2020 – Spider-Man/Deadpool 5: Závody ve zbrojení, (autoři: Robbie Thompson, Chris Bachalo, Scott Hepburn, Todd Nauck, Marcus To a Matt Horak: Spider-Man/Deadpool Vol. 1 #23–28, 2017–18)
  - 2021 – Spider-Man/Deadpool 6: Klony hromadného ničení, (autoři: Robbie Thompson, Scott Hepburn, Elmo Bondoc, Matt Hora a Flaviano Armentaro: Spider-Man/Deadpool Vol. 1 #29–33, 2018)
  - 2021 – Spider-Man/Deadpool 7: Mám dva taťky, (autoři: Robbie Thompson, Flaviano Armentaro, Scott Hepburn, Matt Horak a Jim Towe: Spider-Man/Deadpool Vol. 1 #34–40, 2018)
  - 2022 – Spider-Man/Deadpool 8: Na výletě, (autoři: Robbie Thompson, Matt Horak, Nick Roche a Jim Towe: Spider-Man/Deadpool Vol. 1 #41–45, 2018–19)
  - 2022 – Spider-Man/Deadpool 9: Apoolkalypsa, (autoři: Robbie Thompson, Matt Horak a Jim Towe: Spider-Man/Deadpool Vol. 1 #46–50, 2019)

## Filmy a seriály

### Seriály
- 1967–70 – Spider-Man – americký animovaný seriál o 52 epizodách
- 1974–77 – Spidey Super Stories – americké animované krátké skity o 390 epizodách
- 1977–79 – The Amazing Spider-Man – americký hraný televizní seriál o 13 epizodách, v hlavní roli Nicholas Hammond
- 1981–82 – Spider-Man – americký animovaný seriál o 26 epizodách
- 1981–83 – Spider-Man and His Amazing Friends – americký animovaný seriál o 24 epizodách
- 1994–98 – Spider-Man – americký animovaný seriál o 65 epizodách
- 1999–01 – Spider-Man Unlimited – americký animovaný seriál o 13 epizodách
- 2003 – Spiderman – americký animovaný seriál o 13 epizodách
- 2008–09 – Senzační Spider-Man – americký animovaný seriál o 26 epizodách
- 2012–17 – Dokonalý Spiderman – americký animovaný seriál o 104 epizodách
- 2017–20 – Spider-Man – americký animovaný seriál o 58 epizodách
- 2021–… – Spidey a jeho úžasní přátelé – americký animovaný seriál o 16 epizodách
- 2025–… – Váš dobrý soused Spider-Man – připravovaný americký animovaný seriál

### Filmy
- 1977 – Spider-Man – americký hraný televizní film, režie E.W. Swackhamer, v hlavní roli Nicholas Hammond
- 1978 – Spider-Man Strikes Back – americký hraný televizní film, režie Ron Satlof, v hlavní roli Nicholas Hammond
- 1979 – Spider-Man: The Dragon's Challenge – americký hraný televizní film, režie Don McDougall, v hlavní roli Nicholas Hammond
- 2002 – Spider-Man – americký hraný film, režie Sam Raimi, v hlavní roli Tobey Maguire
- 2004 – Spider-Man 2 – americký hraný film, režie Sam Raimi, v hlavní roli Tobey Maguire
- 2007 – Spider-Man 3 – americký hraný film, režie Sam Raimi, v hlavní roli Tobey Maguire
- 2012 – Amazing Spider-Man – americký hraný film, režie Marc Webb, v hlavní roli Andrew Garfield
- 2014 – Amazing Spider-Man 2 – americký hraný film, režie Marc Webb, v hlavní roli Andrew Garfield
- 2017 – Spider-Man: Homecoming – americký hraný film, režie Jon Watts, v hlavní roli Tom Holland
- 2018 – Spider-Man: Paralelní světy – americký animovaný film, režie Bob Persichetti, Peter Ramsey a Rodney Rothman
- 2019 – Spider-Man: Daleko od domova – americký hraný film, režie Jon Watts, v hlavní roli Tom Holland
- 2021 – Spider-Man: Bez domova – americký hraný film, režie Jon Watts, v hlavní roli Tom Holland, Tobey Maguire a Andrew Garfield
- 2023 – Spider-Man: Napříč paralelními světy – americký animovaný film, režie Joaquim Dos Santos
- 2026 – Spider-Man: Zbrusu nový den – americký hraný film, režie Destin Daniel Cretton, v hlavní roli Tom Holland
- 2027 – Spider-Man: Až za paralelní světy – americký animovaný film